# August: Osage County
August: Osage County is een Amerikaanse film uit 2013 onder regie van John Wells. Het verhaal is gebaseerd op het gelijknamige toneelstuk van Tracy Letts dat de Pulitzerprijs won.

## Verhaal
Het verhaal speelt zich af tijdens een hete augustusmaand op het platteland nabij Pawhuska (Oklahoma). Violet Weston lijdt aan mondkanker en roept de hulp in van haar zuster en dochters nadat haar man Beverly spoorloos verdwenen is. Later wordt hij teruggevonden in het meer waar hij verdronken is nadat hij met zijn boot uitvoer. Als de volledige familie Weston na de begrafenis aan tafel zit, lopen de spanningen steeds hoger op. De terminaal zieke, pillenslikkende en kettingrokende Violet ontziet geen enkel familielid in haar tirades, terwijl het tussen de dochters, hun partners en kinderen ook niet altijd botert.

## Rolverdeling
- Meryl Streep als Violet Weston
- Julia Roberts als Barbara Weston-Fordham
- Ewan McGregor als Bill Fordham
- Chris Cooper als Charles Aiken
- Abigail Breslin als Jean Fordham
- Benedict Cumberbatch als "Little Charles" Aiken
- Juliette Lewis als Karen Weston
- Margo Martindale als Mattie Fae Aiken
- Dermot Mulroney als Steve Huberbrecht
- Julianne Nicholson als Ivy Weston
- Sam Shepard als Beverly Weston
- Misty Upham als Johnna Monevata

## Belangrijkste onderscheidingen en nominaties
| prijs                                  | categorie                                            | genomineerde(n) | uitslag     |
| -------------------------------------- | ---------------------------------------------------- | --- | ----------- |
| Academy Awards                         | Best Actress                                         | Meryl Streep | Genomineerd |
| Academy Awards                         | Best Supporting Actress                              | Julia Roberts | Genomineerd |
| Golden Globe Awards                    | Best Actress in a Motion Picture – Musical or Comedy | Meryl Streep | Genomineerd |
| Golden Globe Awards                    | Best Supporting Actress in a Motion Picture          | Julia Roberts | Genomineerd |
| BAFTA Awards                           | Best Supporting Actress                              | Julia Roberts | Genomineerd |
| AARP Annual Movies for Grownups Awards | Best Supporting Actor                                | Chris Cooper | Gewonnen    |
| Brittania Awards                       | British Artist of the Year                           | Benedict Cumberbatch | Gewonnen    |
| Hollywood Film Festival                | Ensemble of the Year                                 | Meryl Streep, Julia Roberts, Ewan McGregor, Chris Cooper, Abigail Breslin, Benedict Cumberbatch, Juliette Lewis, Margo Martindale, Dermot Mulroney, Julianne Nicholson, Sam Shepard & Misty Upham | Gewonnen    |
| Hollywood Film Festival                | Supporting Actress of the Year                       | Julia Roberts | Gewonnen    |

## Soundtrack
| 1.                 | Hinnom, TX                                       | Bon Iver               | 3:50 |
| 2.                 | Last Mile Home                                   | Kings of Leon          | 4:34 |
| 3.                 | Lay Down Sally                                   | Eric Clapton           | 3:48 |
| 4.                 | Don't Let Go                                     | Adam Taylor            | 1:47 |
| 5.                 | The Kiss                                         | Adam Taylor            | 2:20 |
| 6.                 | The Stroke                                       | Billy Squier           | 3:39 |
| 7.                 | Gawd Above                                       | John Fullbright        | 3:34 |
| 8.                 | The Decision                                     | Adam Taylor            | 1:36 |
| 9.                 | Forward                                          | Adam Taylor            | 1:04 |
| 10.                | Violet's Song                                    | JD & The Straight Shot | 3:51 |
| 11.                | Can't Keep It Inside                             | Benedict Cumberbatch   | 1:19 |
| 12.                | End Credits                                      | Anibal Kerpel          | 4:55 |
| 13.                | And Then They're Here                            | Anibal Kerpel          | 1:09 |
| 14.                | Barb Balcony/Street Beater (Sanford & Son Theme) | Anibal Kerpel          | 2:15 |
| Totale duur: 39:41 |                                                  |                        |      |